# Брусник (Пакрац)
Брусник је насељено место у саставу града Пакраца, у западној Славонији, Република Хрватска.

## Географија
Брусник се налази источно од Пакраца, на северозападним обронцима Псуња.

## Историја
Брусник се од распада Југославије до маја 1995. године налазио у Републици Српској Крајини.

### Рат у Хрватској
Крајем децембра 1991. Хрватска војска напада село Брусник у операцији Оркан 91, при чему је погинуло 12 војника 127. бригаде ХВ из Вировитице, а становништво је због безбедности напустило село.

## Становништво
На попису становништва 2011. године, Брусник је имао 19 становника.
| Националност       | 1991.        |
| Срби               | 111 (99,10%) |
| Хрвати             | 0            |
| Југословени        | 0            |
| остали и непознати | 1 (0,89%)    |
| Укупно             | 112          |